# ジョージ・キース・ラルフ

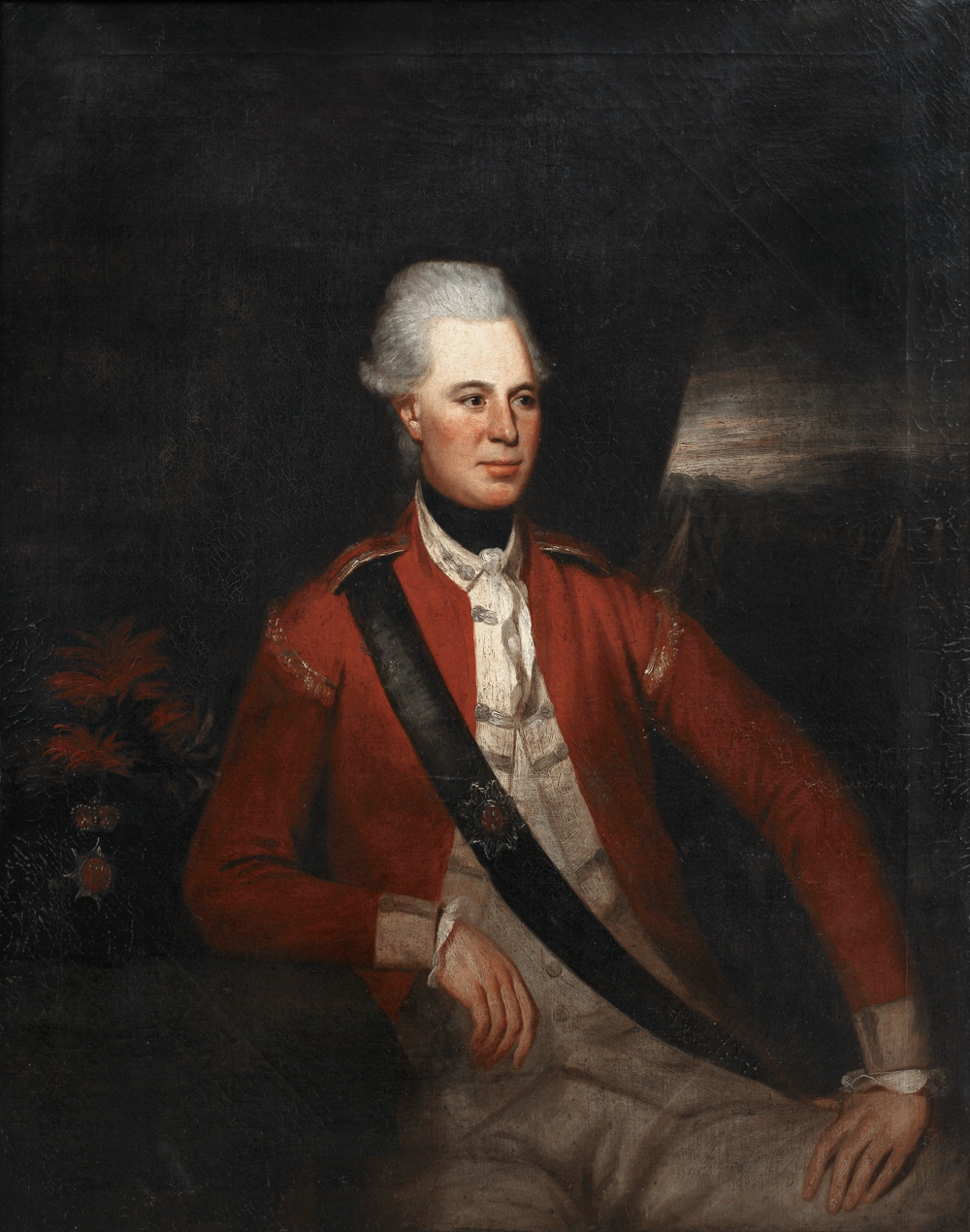
ジョージ・キース・ラルフによる、ウィリアム・マカーミックの肖像、1780年。

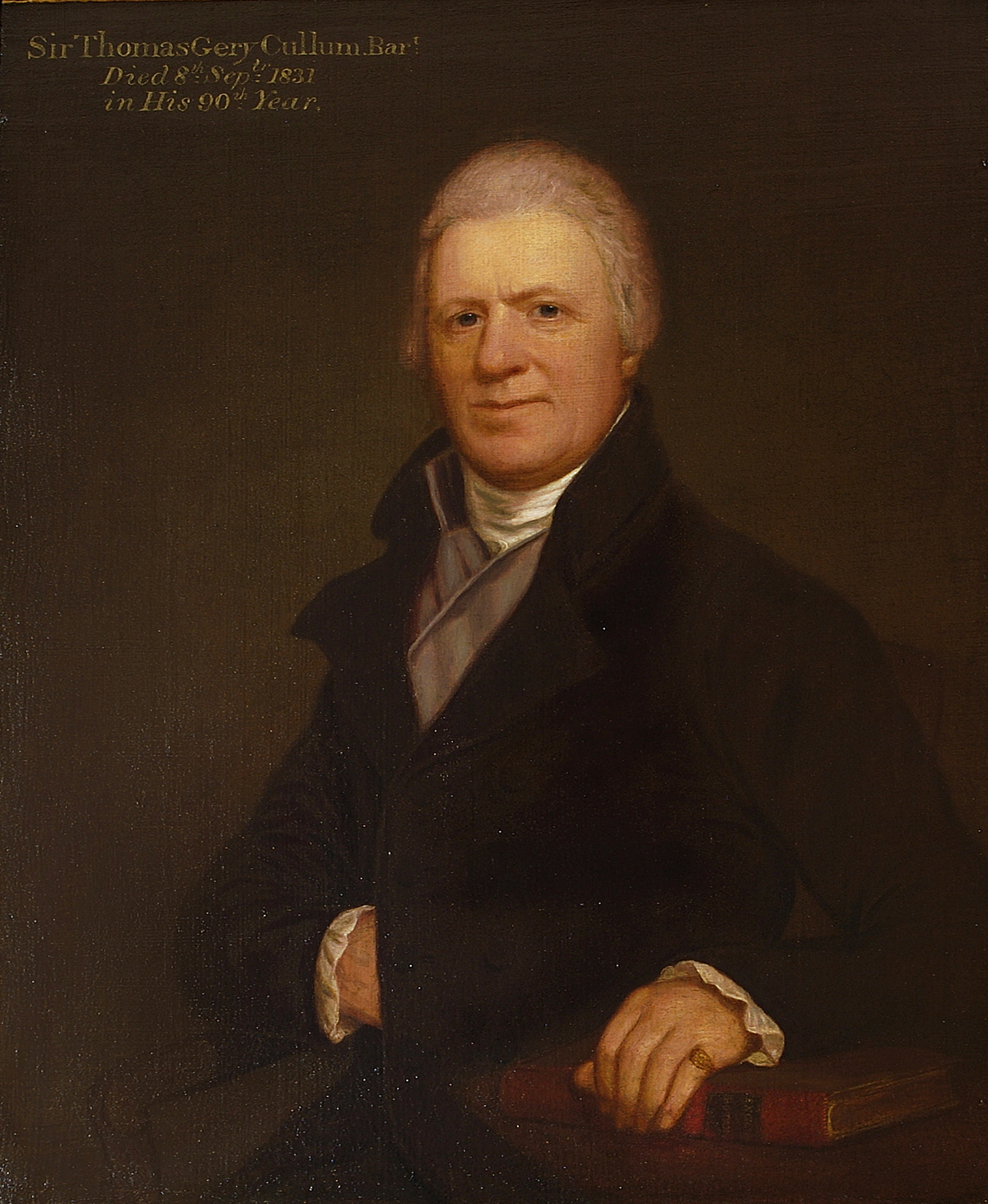
ジョージ・キース・ラルフによる、サー・トマス・ギャリー・カラム（1741年 – 1831年）の肖像。

ジョージ・キース・ラルフ（George Keith Ralph、1752年 – 1811年以降）は、イギリスの肖像画家。

## 生涯
ラルフは、1778年から1796年にかけて、ロイヤル・アカデミー・オブ・アーツに作品を出品していた。彼は、クラレンス公（後のイギリス王ウィリアム4世）の肖像画家に任じられており、最後の出品は1796年であった。
ラルフは、イングランド東部を中心に、地方で仕事をすることが多かった。彼が手がけた作品の中には、1788年作のレディ・メアリ・バーティー (Lady Mary Bertie) の肖像や、1790年作のバースで司会者として知られていたキング氏 (Mr. King) の肖像などがある。